# Драгиша Пандуровић
Драгиша Пандуровић (Сење, 30. децембар 1885 - Оснабрик, 25. август 1951) био је дивизијски генерал, учесник Балканских ратова и Првог светског рата, уредник Војничког гласника од 1926 до 1928. године, командант Дунавске дивизијске области од 1940 до 1941. године

## Живот и рад
Драгиша Пандуровић рођен је 30. децембра 1885. године у селу Сењу, недалеко од Ћуприје. Основну школу је завршио у родном месту. Прва два разреда гимназије завршио је у Параћину, а остатак гимназијског образовања у Нишу. После завршене гимназије, конкурисао је за пријем у Војну академију где је био примљен. На школовање је ступио 9. септембра 1902. године у као питомац 35. класе. Након четири године школовања 27. августа 1906. године произведен је у чин пешадијског потпоручника. По завршетку школовања распоређен је у 12. пешадијски пук, крушевачког гарнизона. Пешадијски поручник постаје 29. јуна 1910. године.

## Балкански ратови и Први светски рат
У Први балкански рат кренуо је као командир 2.чете 2.батаљона 12.пешадијског пука I позива Цар Лазар. После угушења Арнаутске побуне 1913. године 12. пешадијски пук Цар Лазар премештен је из Скопља у Дебар. Драгиша Пандуровић је до повлачења српске војске на Крф ратовао у његовом саставу као командир 4. чете 1. батаљона. У чин капетана прве класе унапређен је 4. јун 1915. године. Лета 1915. године пук је пребачен у састав Браничевског одреда. Српска војска урадила је реорганизацију и Драгиша Пандуровић постављен је за командира 3. чете 3. батаљона у 12. пешадијском пуку Шумадијске дивизије. Ова дивизија била је додељена II армији војводе Степе Степановића.

## Напредовање у служби
Пред крај Првог светског рата, 16. октобра 1918. године унапређен је у чин мајора. Вишу школу Војне академије (22. класа) завршио је 1. октобра 1922. године као седми у рангу. Одмах након тога, а по потреби службе, 8. октобра 1922. године постављен је за одељенског старешину 3. одељења 2. године Ниже школе Војне Академије.
После службе на Војној академији, остаје у Београду. Његове радне способности препоручиле су га да пређе у Ђенералштабно одељење Министарства војске и морнарице 8. новембра 1925. године. Ђенералштабно одељење је у својој надлежности имало Уредништво Службеног војног листа и Војнички гласник. Драгиша Пандуровић је уређивао часопис Војнички гласник још док је био на служби у Војној академији. На дужност уредника Војничког гласника ступио је 31. августа 1926. године и на том месту остаје до 30. јуна 1928. године.
Почетком октобра 1926. године, поново се враћа на Војну академију, где је изабран за професора Војне географије. У чин пуковника унапређен је 28. јуна 1927. године. За класног старешину питомаца Ниже школе Војне академије постављен је 24. октобра 1927. године.
Пуковник Пандуровић поново се враћа у крушевачки гарнизон где је започео каријеру официра. Именован је 30. априла 1930. године за команданта 47. пешадијског пука, а на дужност је ступио 31. маја. Након две године проведених у Крушевцу, пуковник Пандуровић добија прекоманду за Београд, где је почетком маја 1932. године поново постављен за класног старешину 58. класе Ниже школе Војне академије. После годину дана проведених у Београду, пуковник Пандуровић постављен је 16. октобра 1933. године за команданта 7. пешадијског пука „Краља Петра I“ у Новом Саду. На тој дужности остаје до 31. октобра 1934. године када је постављен за команданта пешадије Зетске дивизијске области. Указом од 31. децембра 1934. године Драгиша Пандуровић је унапређен у чин бригадног генерала. Након три године генерал Пандуровић добија прекоманду и постављен је 5. новембра 1937. године за команданта Школе за резервне пешадијске официре. После годину дана, тачније 10. новембра 1938. године постављен је за вршиоца дужности команданта Косовске дивизијске области у Приштини. Указом Краља од 6. септембра 1939. године постављен је за команданта Брегалничке дивизијске области у Штипу.
Петар II Карађорђевић, а на предлог Министра Војске и Морнарице Милана Недића, унапредио је Драгишу Пандуровића у чин дивизијског генерала 1. децембра 1939. године.
После годину дана проведених као командант у Штипу, Драгиша Пандуровић долази у Београд где је 23. октобра 1940. године постављен за команданта Дунавске дивизијске области.
После промена од 27. марта 1941. године, најпре је стављен на располагање, одузета му је команда, а пред почетак рата активиран је и постављен за команданта Триглавске дивизије у Љубљани. Приликом бомбардовања Новог Места 11. априла 1941. године Драгиша Пандуровић бива рањен, заробљен и одведен у немачко заробљеништво у Нирнберг. Након годину дана бива пребачен у логор у Оснабрику. Драгиша Пандуровић преживео је случајно савезничко бомбардовање логора 6. децембра 1944. године. По ослобођењу, није хтео да се врати у земљу већ је остао да живи у Немачкој, као емигрант.
Драгиша Пандуровић преминуо је 25. августа 1951. године у Оснабрику где је и сахрањен.
Био је председник испитне комисије за чин мајора рода војске за канцеларијске и административне послове за испитну 1940/1941. годину.
За дугу и савесну службу одликован је бројним високим домаћим одликовањима.

## Одликовања
- Орден белог орла са мачевима 5. степена
- Орден белог орла са мачевима 4. степена
- Орден Карађорђеве звезде са мачевима 4. реда (1918)
- Сребрна медаља за храброст (1913, 1920, 1926)
- Златна медаља за храброст (1913, 1915, 1929)
- Орден Светог Саве 5. степена
- Орден Светог Саве 4. степена
- Орден Југословенске круне 5. степена
- Орден Југословенске круне 4. степена
- Орден југословенске круне 2. степена
- Споменица за учешће у рату 1912
- Споменица за учешће у рату 1913
- Албанска споменица 1914-1918

## Породица
Отац Драгослав сеоски трговац и поседник, мајка Милева домаћица, сестре Драга, Сида и Дана.
Супруга Драгица-учитељица. Ћерке Оливера-службеник у Српско књижевној задрузи и Радмила-библиотекар у Институту за медицинска истраживања.

## Галерија
- Са свечаности на Кајмакчалану.
- Тактичка употреба пешадиског оружја и ватре у нашим прошлим ратовима : од 1912. - 1918. г.